# 白尾灰蜻
白尾灰蜻（學名：Orthetrum albistylum）是蜻蜓科下的一種蜻蜓，見於南歐到中國、日本的亞歐地區，分佈不均勻，但在大多數地區都很常見。21世紀初開始向波蘭的波羅的海沿岸擴展。